# Ivone Gebara
Pour les articles homonymes, voir Gebara.
Ivone Gebara, née le 9 décembre 1944 à São Paulo, est une théologienne brésilienne catholique. Elle s'inscrit dans le courant de la théologie de la libération et est interdite de parole publique durant deux ans par le Vatican après avoir exprimé des idées en faveur du droit d'avorter.

## Biographie
Ivone Gebara naît à São Paulo en 1944 dans une famille d'origine syro-libanaise. Diplômée en philosophie, elle rejoint la Congrégation augustinienne en 1967. Elle a deux doctorats, l'un de l'université pontificale catholique de São Paulo en philosophie en 1975 avec une thèse sur « Le problème du mal dans l’herméneutique de Ricœur », et un autre de l'Université catholique de Louvain en sciences religieuses en 1998, sur « Le mal au féminin, une approche théologique à partir du féminisme »,,.

## Carrière professionnelle
Ivone Gebara enseigne à l'Instituto Teológico do Recife (ITER) pendant près de 17 ans aux côtés du fondateur Hélder Câmara. Liée à la théologie de la libération, l'institution est fermée sur ordre du Vatican en 1989,. Depuis, elle consacre son temps à écrire et à donner des cours et des conférences, sur les fondements du discours religieux.
Depuis 1973, elle vit dans la Région Nord-Est du Brésil, à Camaragibe, près de Recife.

## Condamnation au silence par le Vatican
Dans les années 1990, Gebara est condamnée par le Vatican pour avoir critiqué l'enseignement moral de l'Église catholique, en particulier en raison de ses prises de position dans une interview publiée dans le magazine Veja en faveur du droit d'avorter. Elle est condamnée à deux ans de silence forcé. Elle reprend ses études et obtient un deuxième doctorat en études religieuses à l'université catholique de Louvain. Gebara est l'auteure du livre Rompendo o silêncio: uma fenomenologia feminista do mal. Sa théologie écoféministe se concentre sur les préoccupations et les besoins des pauvres.

## Publications

### En français
- Le Mal au féminin. Réflexions théologiques à partir du féminisme, Paris, L’Harmattan, 1999, 247 p.[9]
- Les eaux de mon puits. Réflexions sur des expériences de liberté, Bierges, Mols, 2003,  (ISBN 2-87402-060-5)[10]

### En anglais
- Longing for Running Water: Ecofeminism and Liberation, Fortress Press, 1999 (ISBN 978-1-4514-0990-1, lire en ligne)
- Out of the Depths: Women's Experience of Evil and Salvation, Fortress Press, 2002 (ISBN 978-1-4514-0991-8, lire en ligne)
- Mary, Mother of God, Mother of the Poor, Wipf & Stock Publishers, 2004 (ISBN 978-1-59244-975-0, lire en ligne)

### En portugais
- Trindade: palavra sobre coisas velhas e novas. Uma perspectiva ecofeminista (1994)
- Teologia ecofeminista. Ensaio para repensar o Conhecimento ea Religião (1997)
- Rompendo o silêncio. Uma fenomenologia feminista do Mal (2000)
- Une Mobilidade da Senzala Feminina. Mulheres Nordestinas, Vida Melhor e Feminismo (2000)
- La sed de sentido. Búsquedas ecofeministas en prosa poética (2002)
- Comme águas do meu poço. Reflexões sobre experiências de liberdade (2005)
- O que é Teologia (2006)
- O que é Teologia Feminista (2007)
- O que é Cristianismo (2008)
- Compartilhar os pães e os peixes. O cristianismo, a teologia e teologia feminista (2008)
- Vulnerabilidade, Justiça ee Feminismos - Antologia de Textos (2010)
- Terra - Eco Sagrado (Teologia da Libertação e Educação Popular) (avec Arno Kayser)